# Mariam Bolkvadze
Mariam Bolkvadze (in georgiano მარიამ ბოლქვაძე?; 1º gennaio 1998) è una tennista georgiana.

## Biografia
Mariam Bolkvadze ha vinto 8 titoli in singolare e 12 titoli in doppio nel circuito ITF in carriera. Il 7 marzo 2022 si è piazzata in singolare al numero 151, mentre il 21 marzo dello stesso anno è salita alla posizione numero 204 nel ranking di doppio.

## Statistiche ITF

### Singolare

#### Vittorie (8)
| Torneo $100.000 (0) |
| Torneo $80.000 (0)  |
| Torneo $75.000 (0)  |
| Torneo $60.000 (1)  |
| Torneo $50.000 (0)  |
| Torneo $40.000 (0)  |
| Torneo $25.000 (3)  |
| Torneo $15.000 (1)  |
| Torneo $10.000 (3)  |

| N. | Data             | Torneo                                               | Superficie  | Avversaria in finale    | Punteggio        |
| 1. | 5 aprile 2015    | Jolie Ville Golf Women's, Sharm el-Sheikh            | Cemento     | Lina Ǵorčeska           | 6–1, 6–4         |
| 2. | 3 aprile 2016    | Jolie Ville Golf Women's, Sharm el-Sheikh            | Cemento     | Sof'ja Žuk              | 6–3, 7–5         |
| 3. | 3 settembre 2016 | Batumi Open, Batumi                                  | Terra rossa | Aleksandra Pospelova    | 6–4, 7–6(8)      |
| 4. | 7 maggio 2017    | ITF Women's Circuit Il Cairo, Il Cairo               | Terra rossa | Camila Giangreco Campiz | 6–3, 3–6, 7–6(4) |
| 5. | 14 aprile 2019   | Óbidos Ladies Open, Óbidos                           | Sintetico   | Nuria Párrizas Díaz     | 6–2, 7–6(5)      |
| 6. | 18 luglio 2021   | President's Cup, Nur-Sultan                          | Cemento     | Valerija Savinych       | 4-6, 6-3, 6-2    |
| 7. | 17 dicembre 2023 | Egypt Sharm ElSheikh Women's Future, Sharm el-Sheikh | Cemento     | Elena Pridankina        | 6-2, 6-1         |
| 8. | 4 febbraio 2024  | Egypt Sharm ElSheikh Women's Future, Sharm el-Sheikh | Cemento     | Elena Pridankina        | 6-0, 6-3         |

#### Sconfitte (12)
| Torneo $100.000 (0) |
| Torneo $80.000 (0)  |
| Torneo $75.000 (0)  |
| Torneo $60.000 (2)  |
| Torneo $50.000 (0)  |
| Torneo $40.000 (1)  |
| Torneo $25.000 (5)  |
| Torneo $15.000 (2)  |
| Torneo $10.000 (2)  |

| N.  | Data             | Torneo                                      | Superficie    | Avversaria in finale | Punteggio     |
| 1.  | 5 luglio 2014    | Astana Womens, Astana                       | Cemento       | Vlada Ėkšibarova     | 5–7, 3–6      |
| 2.  | 3 agosto 2014    | Telavi Open, Telavi                         | Cemento       | Julija Kalabina      | 5–7, 3–6      |
| 3.  | 13 maggio 2018   | Tennis Organisation Cup, Adalia             | Terra rossa   | Elizabeth Halbauer   | 3–6, 1–6      |
| 4.  | 20 maggio 2018   | Tennis Organisation Cup, Adalia             | Terra rossa   | Magdalena Pantucková | 4–6, 1–6      |
| 5.  | 24 febbraio 2019 | AEGON Pro Series Glasgow, Glasgow           | Cemento (i)   | Jessika Ponchet      | 3–6, 1–6      |
| 6.  | 7 aprile 2019    | Óbidos Ladies Open, Óbidos                  | Sintetico     | Maryna Zanevs'ka     | 5–7, 2–6      |
| 7.  | 13 giugno 2021   | Montemor Ladies Open, Montemor-o-Novo       | Cemento       | Beatriz Haddad Maia  | 4–6, 4–6      |
| 8.  | 30 gennaio 2022  | AEGON Pro-Series Loughborough, Loughborough | Cemento (i)   | Sofia Nami Samavati  | 2-6, 5-5 rit. |
| 9.  | 14 luglio 2024   | Seixal Ladies Open, Corroios                | Cemento       | Gabriela Knutson     | 1-6, 3-6      |
| 10. | 27 ottobre 2024  | GB Pro-Series Glasgow, Glasgow              | Cemento (i)   | Simona Waltert       | 4-6, 2-6      |
| 11. | 9 febbraio 2025  | Herrenschwanden Open, Herrenschwanden       | Sintetico (i) | Anna Rogers          | 3-6, 6-3, 3-6 |
| 12. | 30 marzo 2025    | BTC Murska Sobota Open, Murska Sobota       | Cemento (i)   | Tereza Valentová     | 6-1, 3-6, 2-6 |

### Doppio

#### Vittorie (12)
| Torneo $100.000 (0) |
| Torneo $80.000 (1)  |
| Torneo $75.000 (0)  |
| Torneo $60.000 (2)  |
| Torneo $50.000 (0)  |
| Torneo $40.000 (0)  |
| Torneo $35.000 (0)  |
| Torneo $25.000 (2)  |
| Torneo $15.000 (3)  |
| Torneo $10.000 (4)  |

| N.  | Data             | Torneo                                          | Superficie    | Partner                | Rivali in finale                         | Risultato   |
| 1.  | 9 maggio 2015    | Ashkelon Women's International, Ascalona        | Cemento       | Naomi Totka            | Laura Deigman Hélène Scholsen            | 6–0, 6–2    |
| 2.  | 20 giugno 2015   | Telavi Open, Telavi                             | Cemento       | Tinatin Kavlašvili     | Marianna Natali Seira Shimizu            | 6–4, 7–5    |
| 3.  | 2 aprile 2016    | Jolie Ville Golf Women's, Sharm el-Sheikh       | Cemento       | Nastja Kolar           | Ol'eksandra Korašvili Margarita Lazareva | 7–6(0), 7–5 |
| 4.  | 16 ottobre 2016  | Jolie Ville Golf Women's, Sharm el-Sheikh       | Cemento       | Alona Fomina           | Guadalupe Pérez Rojas Jil Teichmann      | 6–2, 6–3    |
| 5.  | 22 aprile 2017   | ITF Women's Circuit Il Cairo, Il Cairo          | Terra rossa   | Tereza Mihalíková      | Bojana Marinković Despina Papamichail    | 7–6(7), 6–3 |
| 6.  | 7 luglio 2017    | ITF Women's Circuit Istanbul, Istanbul          | Terra rossa   | Ekaterine Gorgodze     | Petia Arshinkova İpek Öz                 | 6–1, 6–3    |
| 7.  | 31 marzo 2018    | Jolie Ville Golf Women's, Sharm el-Sheikh       | Cemento       | Barbora Štefková       | María Paulina Pérez Paula Andrea Pérez   | 6–2, 7–6(6) |
| 8.  | 10 luglio 2021   | Nur-Sultan International Tournament, Nur-Sultan | Cemento       | Ekaterina Jašina       | Vlada Koval' Anastasija Tichonova        | 7–6(7), 6-1 |
| 9.  | 31 ottobre 2021  | Internationaux Féminins de la Vienne, Poitiers  | Cemento (i)   | Samantha Murray Sharan | Audrey Albié Léolia Jeanjean             | 7-6(5), 6-0 |
| 10. | 19 febbraio 2022 | Burg-Wächter Ladies Open, Altenkirchen          | Sintetico (i) | Samantha Murray Sharan | Susan Bandecchi Simona Waltert           | 6-3, 7-5    |
| 11. | 8 ottobre 2022   | Empire Women's Indoor, Trnava                   | Cemento (i)   | Maia Lumsden           | Diāna Marcinkēviča Conny Perrin          | 6-2, 6-3    |
| 12. | 12 agosto 2023   | Roehampton GB Pro Series, Roehampton            | Cemento       | Yuriko Miyazaki        | Talia Gibson Petra Hule                  | 7-5, 6-3    |

#### Sconfitte (11)
| Torneo $100.000 (0) |
| Torneo $80.000 (0)  |
| Torneo $75.000 (0)  |
| Torneo $60.000 (1)  |
| Torneo $50.000 (0)  |
| Torneo $40.000 (0)  |
| Torneo $35.000 (0)  |
| Torneo $25.000 (4)  |
| Torneo $15.000 (2)  |
| Torneo $10.000 (4)  |

| N.  | Data              | Torneo                                    | Superficie    | Partner                | Rivali in finale                         | Risultato           |
| 1.  | 31 maggio 2014    | Netanya Open, Netanya                     | Cemento       | Anastasija Pribjlova   | Pia König Barbora Štefková               | 3–6, 2–6            |
| 2.  | 9 aprile 2016     | Jolie Ville Golf Women's, Sharm el-Sheikh | Cemento       | Victoria Muntean       | Ol'eksandra Korašvili Margarita Lazarëva | 5–7, 3–6            |
| 3.  | 13 agosto 2016    | Jolie Ville Golf Women's, Sharm el-Sheikh | Cemento       | Ana Bianca Mihăilă     | Sharrmadaa Baluu Ana Veselinović         | 6–4, 6(2)–7, [8–10] |
| 4.  | 3 settembre 2016  | Batumi Open, Batumi                       | Terra rossa   | Tatia Mikadze          | Al'ona Fomina Margarita Lazarëva         | 4–6, 2–6            |
| 5.  | 28 aprile 2017    | ITF Women's Circuit Il Cairo, Il Cairo    | Terra rossa   | Margaux Bovy           | Irina Fetecău Anna Slováková             | 6(2)–7, 6–2, [5–10] |
| 6.  | 16 luglio 2017    | Telavi Open, Telavi                       | Terra rossa   | Ekaterine Gorgodze     | Polina Pechova Marija Solnjškina         | 2–6, 6–1, [7–10]    |
| 7.  | 29 settembre 2018 | Óbidos Ladies Open, Óbidos                | Sintetico     | Inês Murta             | Katarzyna Piter Valerija Savinych        | 3–6, 2–6            |
| 8.  | 14 aprile 2019    | Óbidos Ladies Open, Óbidos                | Sintetico     | Nastja Kolar           | Sofia Šapatava Emily Webley-Smith        | 1–6, 6–2, [9–11]    |
| 9.  | 4 novembre 2023   | Sunderland GB Pro Series, Sunderland      | Cemento (i)   | Samantha Murray Sharan | Freya Christie Elena Malõgina            | 0-6, 6-4, [4-10]    |
| 10. | 26 ottobre 2024   | GB Pro-Series Glasgow, Glasgow            | Cemento (i)   | Isabelle Haverlag      | Jodie Burrage Freya Christie             | 4-6, 6-3, [5-10]    |
| 11. | 8 febbraio 2025   | Herrenschwanden Open, Herrenschwanden     | Sintetico (i) | Sinja Kraus            | Ekaterina Ovčarenko Emily Webley-Smith   | 0-6, 7-5, [1-10]    |

## Grand Slam Junior

### Doppio

#### Sconfitte (1)
| Tornei del Grande Slam  |
| ----------------------- |
| Australian Open (0)     |
| Open di Francia (0)     |
| Torneo di Wimbledon (1) |
| US Open (0)             |

| N. | Data          | Torneo                      | Superficie | Compagna     | Avversarie in finale             | Punteggio |
| 1. | 9 luglio 2016 | Torneo di Wimbledon, Londra | Cemento    | Caty McNally | Usue Maitane Arconada Claire Liu | 2–6, 3–6  |